# If You Had My Love
Singles de Jennifer Lopez
No Me Ames
(1999)
Pistes de On the 6
Should've Never
If You Had My Love est le premier single de l'artiste-actrice américaine Jennifer Lopez, issue de son premier album, On the 6 (1999).
L'homme dans le clip est Adam Rodriguez.

## Classements
| Classement (1999)                                | Meilleure position |
| ------------------------------------------------ | ------------------ |
| Allemagne (Media Control AG)                     | 5                  |
| Australie (ARIA)                                 | 1                  |
| Autriche (Ö3 Austria Top 40)                     | 13                 |
| Belgique (Flandre Ultratop 50 Singles)           | 9                  |
| Belgique (Wallonie Ultratop 50 Singles)          | 3                  |
| Canada (RPM)                                     | 1                  |
| Danemark (Tracklisten)                           | 5                  |
| Europe (European Hot 100 Singles)                | 4                  |
| Finlande (Suomen virallinen lista)               | 1                  |
| France (SNEP)                                    | 4                  |
| Irlande (Irish Recorded Music Association)       | 8                  |
| Italie (Federazione Industria Musicale Italiana) | 4                  |
| Norvège (VG-lista)                               | 7                  |
| Nouvelle-Zélande (RMNZ)                          | 1                  |
| Pays-Bas (Nederlandse Top 40)                    | 1                  |
| Pays-Bas (Single Top 100)                        | 2                  |
| Royaume-Uni (UK Singles Chart)                   | 4                  |
| Suède (Sverigetopplistan)                        | 9                  |
| Suisse (Schweizer Hitparade)                     | 5                  |
| États-Unis (Hot 100)                             | 1                  |
| États-Unis (Pop Airplay)                         | 2                  |
| États-Unis (R&B/Hip-Hop Songs)                   | 6                  |
| États-Unis (Dance Club Songs)                    | 5                  |

## Vidéo musicale

### Production

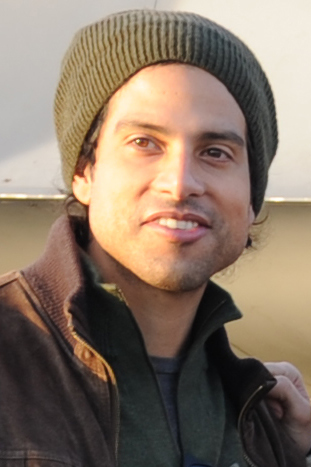
L'acteur Adam Rodriguez apparaît dans le clip.

Le clip de "If You Had My Love" a été réalisé par Paul Hunter, filmé du 5 au 8 avril 1999. Il présente un thème Internet voyeuriste, dans lequel un éventail de téléspectateurs regardent Lopez via des webcams en accédant à "Jennifer Lopez Online". Le Los Angeles Times l'a décrit comme une « fusion thématique opportune de numéros de danse élaborés, du voyeurisme d'Internet et des pouvoirs d'attraction bruts de Lopez sur les hommes, les femmes et les petites filles ». Le clip « interactif » a été lancé en conjonction avec le site Web officiel de Lopez à l'époque[réf. nécessaire]. Sa « qualité voyeuriste » était l'idée de Hunter, tandis que Combs a proposé le concept du site Web qui « reliait tout cela ». Lopez, qui avait une idée précise de la façon dont elle voulait que la pause danse soit, a décrit le clip comme une collaboration entre elle-même, Hunter, Combs et son manager Benny Medina[réf. nécessaire]. Le clip a fait ses débuts dans l'édition du 17 mai 1999 de Total Request Live, et a été diffusé aux points de vente de vidéoclips pendant la semaine se terminant le 22 mai, 1999. L'acteur Adam Rodriguez, qui apparaît dans le clip, a déclaré : « Jennifer et moi étions amis quand elle m'a appelé pour faire son clip [...] Je me souviens avoir pensé : "Pourquoi ne pas le faire tout simplement ?" Puis il s'est avéré que le single a été un énorme succès et ce qui a vraiment catapulté sa carrière vers la renommée mondiale. Faire partie de cela a fait de cet été un été amusant parce que tout le monde connaissait cette vidéo." Les tenues et accessoires de Lopez dans le clip vidéo comprenaient un haut de bikini blanc et un pantalon de survêtement taille basse, un collier en or « plongeant », et une mini-robe miroir pendant l'une des séquences de danse. Elle y portait également une coiffure élégante avec du miel faits marquants.

### Synopsis
Le clip commence dans une pièce sombre, où un homme (Rodriguez) recherche « Jennifer Lopez » sur son ordinateur et est redirigé vers son site Web[réf. nécessaire] (qui est affiché par des effets spéciaux émulant des nombres binaires). Il regarde une vidéo en direct de Lopez dans sa maison, qui est remplie de caméras. Elle apparaît dans plusieurs décors, notamment dans un salon et en train de ramper sur une table, et est visiblement consciente de la présence des spectateurs, faisant signe à la caméra avant le début de la chanson. L'homme n'est pas le seul à faire preuve de voyeurisme, car les clients d'un cybercafé, une petite fille dans sa chambre et des femmes latines dans leur cuisine, entre autres, diffusent également un flux en direct de Lopez via des ordinateurs et la télévision sur Internet. Les spectateurs peuvent sélectionner l'emplacement de Lopez dans le cyberespace parmi une gamme d'options. L'homme clique sur une pièce montrant Lopez dans la salle de bain, en train de chanter tout en vérifiant son reflet dans le miroir[réf. nécessaire].
Le flux de Lopez est également diffusé en direct dans une boîte de nuit et un centre d'appels. L'homme clique ensuite sur l'option de danse et est de nouveau entré dans le binaire d'effets spéciaux. Lopez se met à exécuter une série de danses (dont du jazz, de la house et de la soul latine) tandis que la chanson passe à une partie remixée, sur un extrait de la version remixée de Pablo Flores[réf. nécessaire]. L'homme fait ensuite un zoom sur la jupe de Lopez, alors qu'elle danse sur de la musique latine. Il augmente ensuite à nouveau l'intonation sexuelle en demandant une scène dans laquelle Lopez prend une douche[réf. nécessaire]. Deux mécaniciens qui avaient regardé cela tournent bientôt la tête vers Lopez et ne prêtent aucune attention à leur voiture en feu alors qu'ils collent leurs yeux à l'écran[réf. nécessaire]. Un nouvel utilisateur est présenté, et il est sous-entendu qu'il jette son ordinateur sous l'eau pour "baisser le chauffage" (pour ainsi dire), où il continue de la regarder. Dans la fin originale, on voit Rodriguez passer sa main gauche sous sa chemise et « sucer les doigts de sa main droite » tandis que Lopez le regarde à travers la caméra alors qu'elle est sous la douche. Cette séquence a été coupée de la version finale[réf. nécessaire].